# Кам'яна стінка (пам'ятка природи)

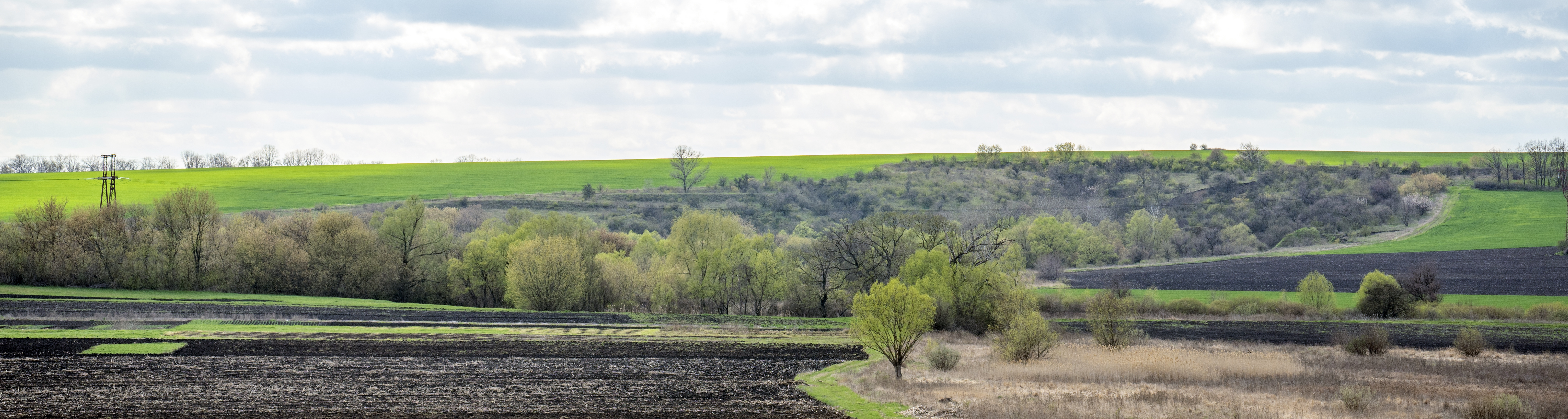

Кам'яна стінка — комплексна пам'ятка природи місцевого значення. Об'єкт розташований на території Олександрійського району Кіровоградської області,на південний захід с. Степанівка поблизу залізнці, вздовж річки 
Каменка.
Площа — 18 га, статус отриманий у 1995 році.